# サンタ・マリア・グロリオーザ・デイ・フラーリ聖堂

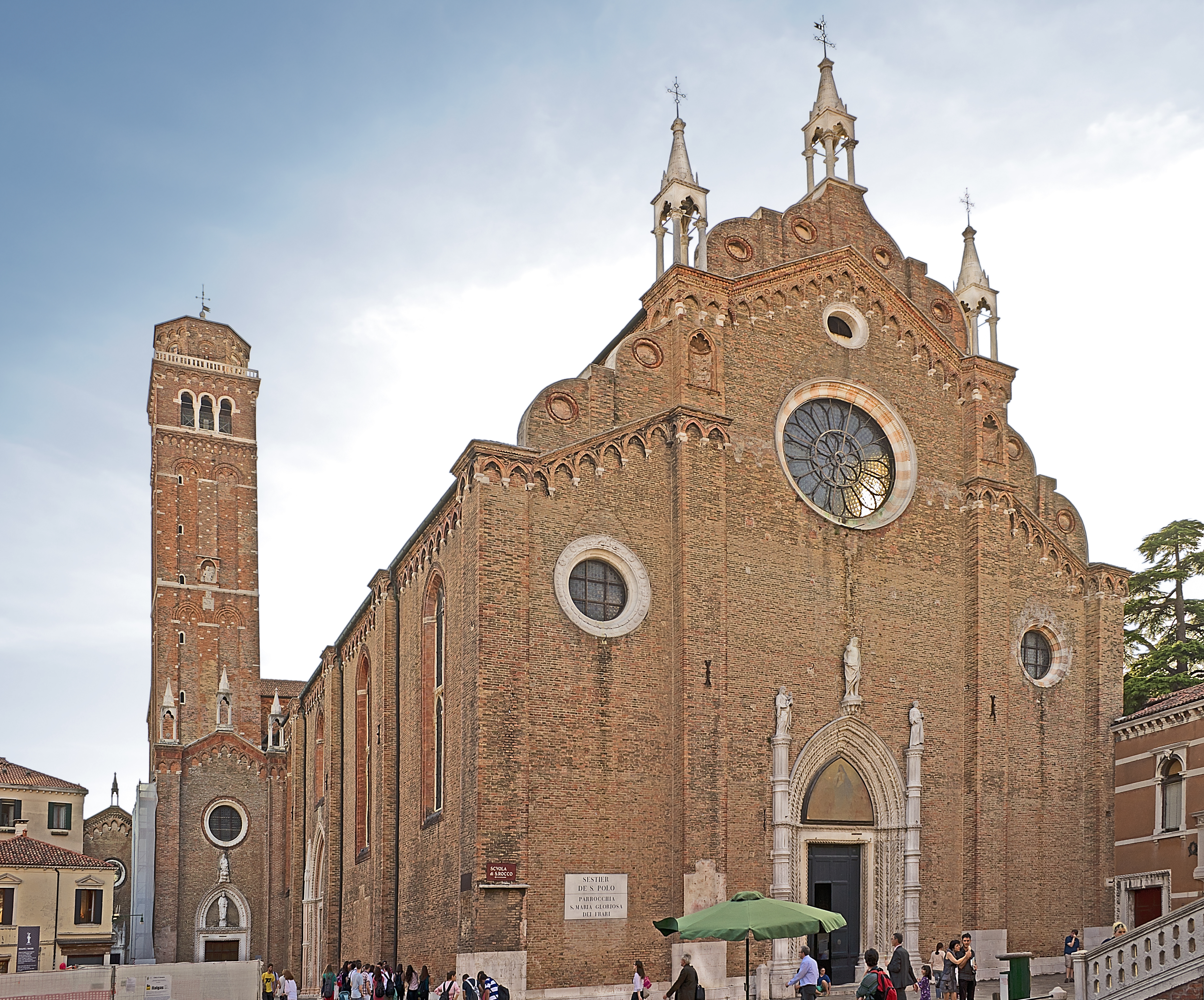
サンタ・マリア・グロリオーザ・デイ・フラーリ

サンタ・マリア・グロリオーザ・デイ・フラーリ聖堂（サンタ・マリア・グロリオーザ・デイ・フラーリせいどう、Basilica di Santa Maria Gloriosa dei Frari）は、通常フラーリと縮めて呼ばれる、ヴェネツィアにあるカトリック教会のバシリカ。サン・ポーロ地区の心臓部カンポ・デイ・フラーリに建つ。教会は『聖母の被昇天』（Assunzione della Beata Vergine）に献堂された。
1250年、フランチェスコ会は教会を建てるべく土地を譲渡された。しかし建物は1338年まで完成しなかった。完成後ほとんどすぐに、より大きな後継者である現在の教会が1世紀で建てられた。鐘楼（カンパニーレ）は、1396年に完成したサン・マルコ寺院の次にヴェネツィアで2番目に高い。
威圧される教会は、イタリアのゴシック様式により煉瓦で建てられた。多くのヴェネツィアの教会とともに、外観はむしろ簡素である。内部には、ヴェネツィアに唯一現存する内陣仕切りを含む。

## 芸術作品

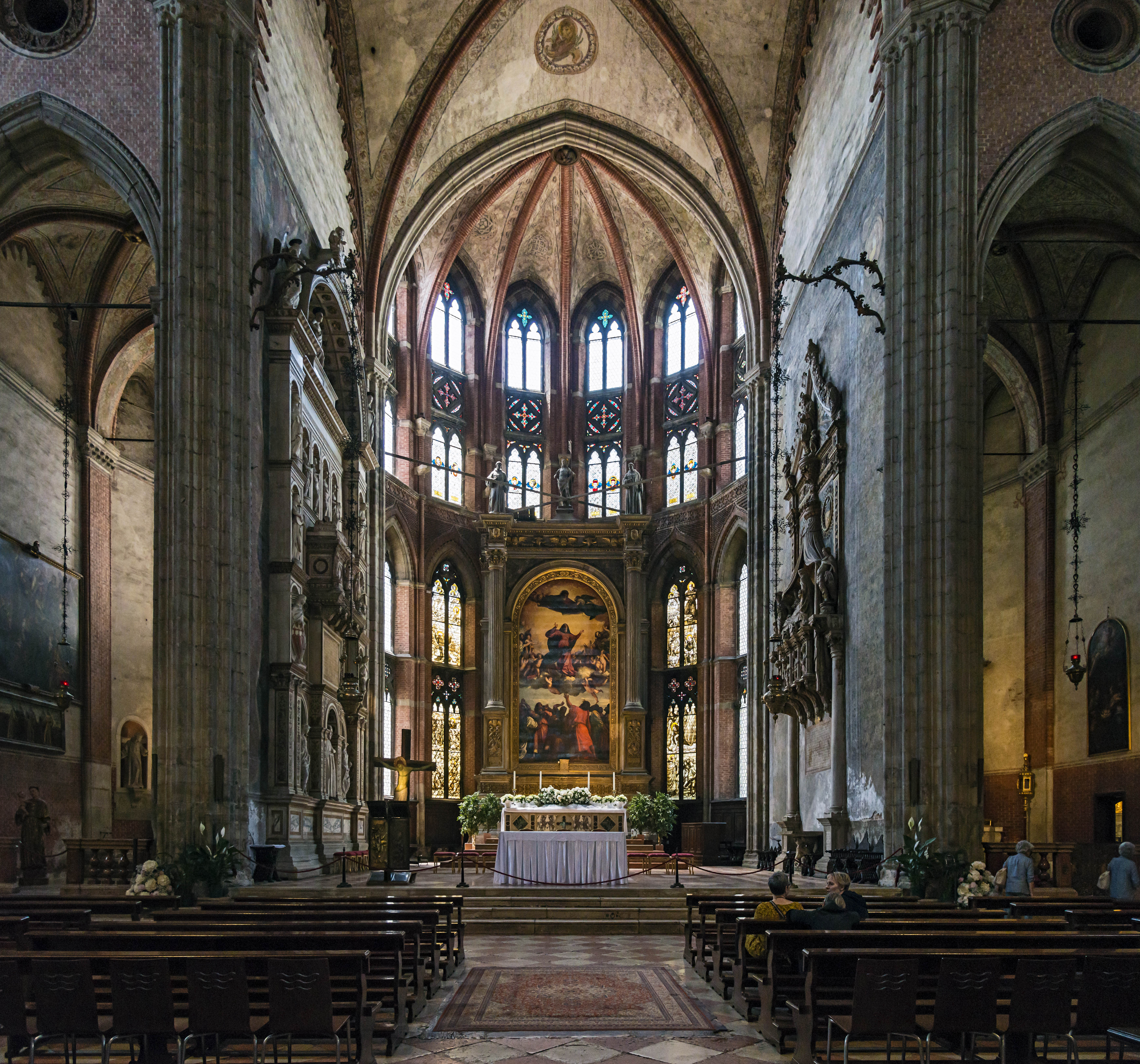
ティツィアーノの祭壇画のある祭壇

- ジョヴァンニ・ベリーニ, 聖ニコラス、ペテロ、マルコ、ベネディトゥスとともにいる聖母子, 堂内保管所祭壇衝立
- バルトロメオ・ボンの工房, 聖母像と聖フランチェスコ像、西入口
- アントニオ・ブレーニョとパオロ・ブレーニョ, ドージェ、フランチェスコ・フォスカリの墓碑（ニッコロ・ディ・ジョヴァンニ・フィオレンティーノの作品とみなされている）
- ロレンツォ・ブレーニョ
  - 保管所扉上部の、ベネデット・ペーザロの墓碑
  - 西壁にあるアルヴィーゼ・パスカリアーノの墓碑
- ジローラモ・カンパーニャ, パドヴァのアントニオ像と聖アニェーゼ像。
- マルコ・コッツィ
- ドナテッロ, 洗礼者ヨハネ像。ヴェネツィアで最初にドナテッロが仕上げたとされる作品
- チュッリオ・ロンバルド, ピエトロ・ベルナルドの墓碑。西壁（実際はジョヴァンニ・ブオーラ作とされる）

- アントニオ・リッツォ, ドージェ、ニッコロ・トロンの墓碑
- ヤーコポ・サンソヴィーノ, 洗礼者ヨハネ像。損傷している。
- ティツィアーノ
  - 聖母被昇天,ヴェネツィアで一番大きい祭壇画[2][3]。
  - ペーザロ家の祭壇画（聖会話とペーザロ家の寄進者たち）,本堂北壁
- パオロ・ヴェネツィアーノ
- アレッサンドロ・ヴィットーリア
- アルヴィーゼ・ヴィヴァリーニ, 聖アンブロジウスと聖人たち
- バルトロメオ・ヴィヴァリーニ
  - 王座の聖マルコ
  - 聖人たちと聖母子

## 埋葬されている人々
- フランチェスコ・バルバロ- (1390年-1454年) 人文主義者
- ピエトロ・ベルナルド- (1538年死去) 議員
- アントニオ・カノーヴァ -(心臓のみがフラーリに埋葬されている。) 彫刻家
- フェデリコ・コルネル
- フランチェスコ・ダンドロ -ドージェ
- フランチェスコ・フォスカリ -(1457年死去) ドージェ
- ヤコポ・マルチェッロ
- クラウディオ・モンテヴェルディ- 17世紀の作曲家
- ベアト・パシフィコ -現在の教会の創設者
- アルヴィーゼ・パスカリーノ -(1528年死去) ヴェネツィアの行政長官
- ベネデット・ペーザロ -(1503年死去) 将軍
- ジョヴァンニ・ペーザロ
- ヤコポ・ペーザロ -(1547年死去)　司教
- パオロ・サヴェッリ -(コンドッティエーレ)
- ティツィアーノ・ヴェチェッリオ -(1576年死去) 画家
- メルキオッレ・トレヴィザン -(1500年死去) 将軍
- ニッコロ・トロン